# 박현용
박현용(朴鉉用, 1964년 4월 6일 ~ )는 대한민국의 전직 축구 선수이다. 현역 시절 포지션은 수비수였다. 현재 김해대학교의 감독을 맡고 있다. 대우 로얄즈의 원클럽맨으로 1987 시즌부터 1995 시즌 9 시즌 동안 시즌 통산 198경기 17득점-4도움 (정규리그 184경기 15득점-4도움 / 리그컵 14경기 2득점-0도움)의 기록을 남겼다.

## 선수 경력

### 클럽팀 경력
박현용은 1987년 대우 로얄즈에 입단했다. 1988년 8월 20일 럭키금성 황소와의 경기에서 프로 데뷔골을 기록했다. 1991년 K리그 베스트 11에 선정되었다.

### 국가대표팀 경력
대한민국 축구 국가대표팀의 일원으로 1992년 다이너스티컵에 참가하였으며 1992년 8월 26일에 열린 중국 축구 국가대표팀과의 대회 조별리그 3차전에서 1득점을 기록하였다.

## 수상

### 팀
- K리그1 우승: 1987, 1991

### 개인
- K리그 베스트 11: 1991